# Grialetschhütte

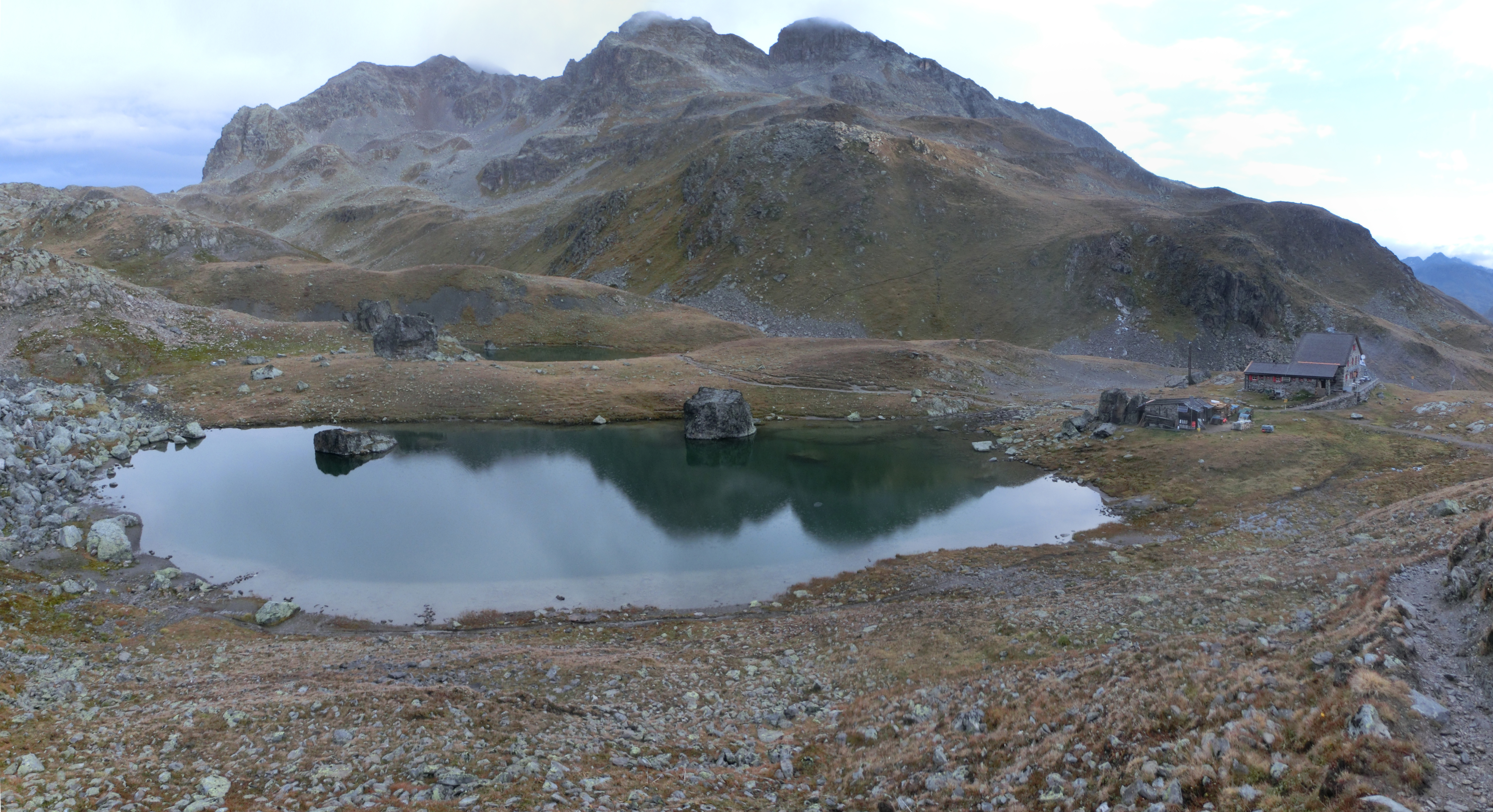
See neben der Grialetschhütte und die Grialetschhütte auf der rechten Seite.

Die Grialetschhütte ⓘ oder Chamanna da Grialetsch ist eine Berghütte der Sektion Davos des Schweizer Alpen-Clubs (SAC), im Schweizer Kanton Graubünden. Sie liegt im Grialetschgebiet, südöstlich von Davos, auf einer Höhe von 2542 m ü. M., zwischen der Landschaft Davos und dem Unterengadin, in aussichtsreicher Lage mit Blick ins Dischmatal.
Sie bietet 61 Schlafplätze (Winterraum 20) und ist in der Sommersaison von Mitte Juni bis Mitte Oktober sowie in der Wintersaison von März bis Mai bewirtschaftet.
Die Hütte eignet sich als Ausgangspunkt für den Kesch Trek, Rundwanderungen und Gipfelziele, Gletscher- und Skitouren und besitzt einen Klettergarten. Sie eignet sich für Familien und ist Etappenort der Bündner Haute Route.

## Geschichte
Die Grialetschhütte konnte 1928 dank einer Spende des Textilkaufmanns, Sammlers und Veteranenmitglieds Otto Fischbacher von der Sektion St. Gallen des SAC gebaut werden.
Bis zum 31. Oktober 2018 gehörte die Hütte der Sektion St. Gallen des SAC. Aufgrund verschiedener Gründe entschied man sich zum Verkauf an die Sektion Davos des SAC.

## Namensherkunft
Der Name Grialetsch stammt vom lateinischen Wort gregaricium für Schafalp ab, eine Ableitung vom ebenfalls lateinischen Wort grex für Herde.

## Zustiege
|  | - Von der Haltestelle Dürrboden der Verkehrsbetriebe Davos im Dischmatal (2007 m), 1½ bis 2 Stunden, B. - Von der Postautohaltestelle Susch, Chantsura an der Flüelapassstrasse (2176 m), 2½ Stunden, B. - Von der Postautohaltestelle Susch, Abzw. Schwarzhorn an der Flüelapassstrasse (2263 m), 3 Stunden, B. Die Flüelapassstrasse ist im Winter geschlossen. Es besteht ein Flüela Shuttle, der von Tschuggen zum Flüelapass fährt. - Von der Haltestelle Teufi der Verkehrsbetriebe Davos im Dischmatal (1700 m), 4½ Stunden, L. - Von der Postautohaltestelle Tschuggen an der Flüelapassstrasse (1938 m), 5½ Stunden, WS+. - Von Susch (1426 m), 5½ Stunden, WS-. - Fuorcla Vallorgia (2967 m) – Alp Funtauna – Brail (1636 m), 6 Stunden, L. - Fuorcla Vallorgia (2967 m) – Kesch-Hütte (2625 m), 6 Stunden, L. - Fuorcla Radönt (2788 m) – Flüelapass (2383 m), 3½ Stunden, B. - Scalettapass (2606 m) – Kesch-Hütte (2625 m), 5½ Stunden, B. - Scalettapass (2606 m) – Sertigpass (2739 m), 6 Stunden, B. |

## Gipfelziele

### Sommer
- Piz Grialetsch (3131 m), 2 Stunden, L.
- Scalettahorn (3068 m), 2 Stunden, L.
- Piz Sarsura (3178 m), 3 Stunden, L oder 2½ Stunden, WS.
- Piz Vadret (3229 m), 2½ Stunden, L
- Radüner Rothorn (3022 m), 1½ Stunden, L
- Flüela Schwarzhorn (3146 m), 2¾ Stunden, EB.

### Winter
- Piz Grialetsch (3131 m), 2½ Stunden, WS+.
- Scalettahorn (3068 m), 2 Stunden, L.
- Piz Sarsura (3178 m), 2½ bis 3 Stunden, WS.
- Piz Vadret (3229 m), 3½ Stunden, ZS.
- Radüner Rothorn (3022 m), 2 Stunden, ZS-.
- Flüela Schwarzhorn (3146 m), 3 Stunden, WS+.